# Саксони
Саксони — село у Велізькому районі Смоленської області Росії . Входить до складу Велізького міського поселення .
Розташоване у північно-західній частині області за 5 км на південний-схід від Веліжа та за 2 км на північний-схід від автодороги Р 133 Смоленськ — Невель, на березі річки Велізка . Село розташоване за також за 96 км на північ від залізничної станції Рудня на лінії Смоленськ — Вітебськ.

## Історія
В роки німецько-радянської війни село було окуповане німецькими військами в липні 1941 року, звільнено в вересні 1943 року.